# Jean Jourdheuil
Jean Jourdheuil (* 28. Dezember 1944 in Saint-Loup-sur-Semouse) ist ein französischer Theaterregisseur, Drehbuchautor und Übersetzer.

## Leben
Jourdheuil wurde entscheidend durch die studentische Protestbewegung vom Mai 1968 in Frankreich geprägt. Er begann als Dramaturg und lernte zahlreiche gleichgesinnte Künstler kennen. Die davon bestimmte enge Zusammenarbeit bei Regie und Dekor wurde Grundvoraussetzung für seine Einstudierungen. 1972 inszenierte er Im Dickicht der Städte mit Gilles Aillaud als Bühnenbildner.
1974 gründete er mit Jean-Pierre Vincent das Théâtre de l’Espérance. 1979 inszenierte er Die Hamletmaschine und Mauser von Heiner Müller, den er auch übersetzte. Von 1984 bis 1994 leitete Jourdheuil gemeinsam mit Jean-François Peyret das Sapajou-Theater, wo er besonders anspruchsvolle Stücke darbot, darunter Dramatisierungen der Essays von Michel de Montaigne oder der Sonette von William Shakespeare. Im Théâtre des Amandiers inszenierte er 1995 die französische Erstaufführung von Kleists Die Hermannsschlacht. 
Jourdheuil führte außer beim Sprechtheater auch beim Musiktheater Regie, so 2003 in Stuttgart bei La finta giardiniera und ebenda 2004/05 bei Idomeneo. Außerdem betätigte er sich als Drehbuchautor und Übersetzer. Er übersetzte Werke von Bertolt Brecht, Georg Büchner, Hartmut Lange und Karl Valentin. 1978 verfasste er ein Stück über Jean-Jacques Rousseau. In seinen theatertheoretischen Schriften beschäftigte er sich mit den wirtschaftlichen und politischen Implikationen des Theaters.

## Auszeichnungen
- 2014: Komtur des Ordre des Arts et des Lettres[1]

## Weblink
- Jean Jourdheuil bei IMDb